# Биргит Принц
Биргит Принц (25. октобар 1977) бивша је немачка фудбалерка која је играла на позицији нападача. Са Немачком је била двострука светска и петострука европска првакиња, а уз то је и најбољи стрелац репрезентације Немачке и играчица са највише одиграних утакмица.
Велики део своје каријере провела је у Ајнтрахту са којим је три пута била првак Европе, а седам пута првак Немачке.

## Трофеји

### Клупски
Франкфурт
- Бундеслига: 1994/95, 1997/98.
- Куп Немачке: 1994/95, 1995/96.

Ајнтрахт Франкфурт
- УЕФА Лига шампиона: 2001/02, 2005/06, 2007/08.
- Бундеслига: 1998/99, 2000/01, 2001/02, 2002/03, 2004/05, 2006/07, 2007/08.
- Куп Немачке: 1998/99, 1999/00, 2000/01, 2001/02, 2002/03, 2006/07, 2007/08, 2010/11.

### Репрезентативни
Немачка
- Светско првенство: 2003, 2007.
- Европско првенство: 1995, 1997, 2001, 2005, 2009.
- Куп Алгарве: 2006.

### Индивидуални
- ФИФА фудбалер године: 2003, 2004, 2005.
- Фудбалерка године у Немачкој: 2001, 2002, 2003, 2004, 2005, 2006, 2007, 2008.